# Антонов, Сергей Николаевич (художник)
Сергей Николаевич Антонов (13 августа 1884, Рига — 11 июля 1956, там же) — латвийский русский архитектор, живописец и театральный художник, преподаватель, профессор Латвийского государственного университета. Заслуженный деятель искусств Латвийской ССР (1945).
Один из самых популярных рижских художников-архитекторов межвоенного периода.

## Биография

### Происхождение
Отец Сергея Антонова — Николай Романов — переехал в Лифляндскую губернию из центральной России во второй половине XIX века.
В Риге он подал прошение о смене фамилии «Романов» (из-за полного совпадения с именем императора) на «Антонов» и его прошение было удовлетворено.
Переселенец устроился на работу к процветавшему тогда в Риге купеческому семейству Камариных, чья продукция (москательные товары, косметика, удобрения и другое) пользовалась успехом даже за пределами края.

Рига. Гостиница «Метрополь».
Архитектор А. Эдельсон (1871)

В Риге у Николая Антонова родился сын Сергей и две дочери, Вера и Надежда.
Благодаря своей работоспособности и целеустремлённости Николай Антонов сколотил небольшое состояние. Полученные деньги он пустил в оборот, открыв гостиницу «Коммерческая», расположенную в непосредственной близости от железнодорожного вокзала.
Позднее, в 1925 году, семейный бизнес был поделён с семьёй Келлеров, после чего гостиница была переименована в «Метрополь».
Сергей Антонов с самого детства был верен своему главному увлечению — рисованию. Наставником в изобразительном искусстве для него стал известный мастер пейзажной живописи, академик Императорской Академии художеств профессор Юлий Юльевич Клевер (в прошлом также рижанин), который неоднократно останавливался в гостинице «Метрополь».

### Императорская Академия Художеств
В 1909 году Сергей Антонов окончил Рижский политехнический институт по инженерно-строительной специальности, после чего переехал в Санкт-Петербург и продолжил обучение на архитектурном факультете Высшего художественного училища при Императорской Академии художеств.
В это время здесь преподавали молодые академики — В. А. Щуко, рижанин И. А. Фомин и недавний выпускник — Эрнест Шталберг (впоследствии известный латвийский архитектор). Одним из преподавателей Антонова был Л. Н. Бенуа.
В этот период Антонов испытал заметное влияние идей объединения «Мир искусства». Впоследствии это проявилось в его работах, особенно в рисунках и акварелях итальянского цикла (1920-е годы), работах на тему русской истории и фольклора.
В Академии Антонов работает над проектами сооружений, актуальных для того времени. Преподавательским советом был одобрен его проект мемориала «Павшим в Первую мировую войну».
За дипломный проект здания Государственного совета Российской империи, 24 мая 1914 года Антонов получает звание художника-архитектора.
Успешно защитив диплом, Антонов был удостоен возможности пройти творческую практику за рубежом. На два года российский архитектор отправляется в командировку (или, как тогда называли, пенсионерство) во Францию, Германию и Италию, где он выполнил большое количество пейзажных зарисовок.
По возвращении в Россию в 1916 году, Сергея Антонова направляют в Псков преподавать технику и композицию рисунка в художественно-промышленной школе имени Н. Ф. Фан-дер-Флита. Здесь он работал до 1920 года, параллельно занимаясь самостоятельной творческой деятельностью.

### Творческая работа в Латвии

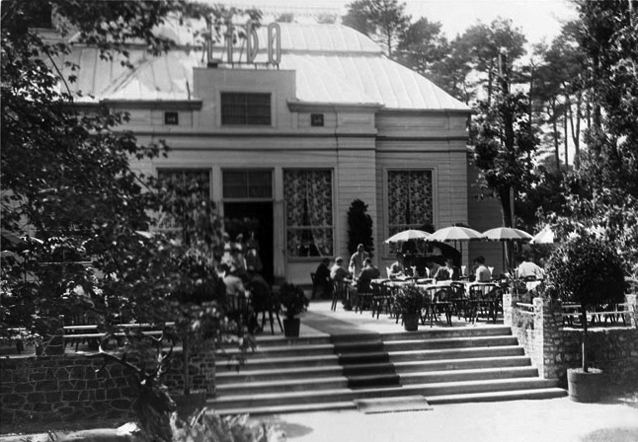
Ресторан «LIDO» (1935).
Архитектор — С. Н. Антонов

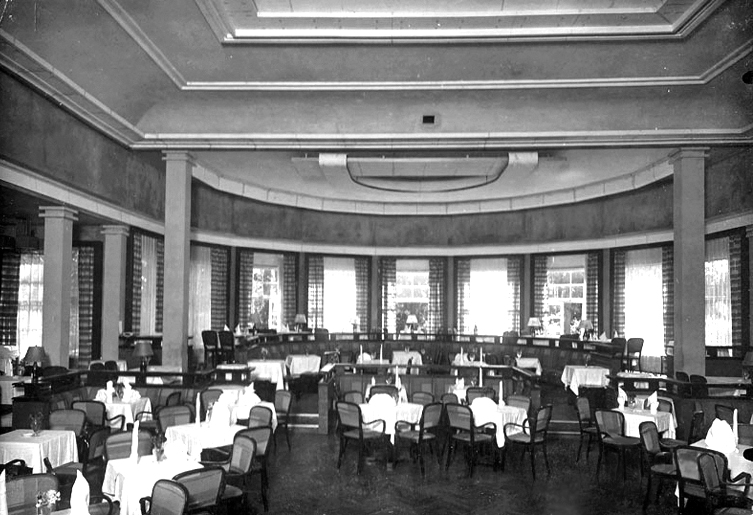
Ресторан «LIDO». Интерьер.
Архитектор — С. Н. Антонов

#### Архитектурное проектирование
С 1920 года С. Н. Антонов жил и работал в Риге. В 1924 году он становится членом только что созданного Товарищества архитекторов Латвии. В это время его председателем был Эйжен Лаубе, а с 1928 по 1929 год Товарищество возглавлял бывший преподаватель Антонова по Петербургской Академии художеств — Эрнест Шталберг, приехавший в Ригу в 1922 году.
Антонов участвует в разработке плана по реконструкции исторического центра латвийской столицы — Старого города.
На улице Бривибас в конце 1920-х годов находился знаменитый ресторан-кабаре «Альгамбра», принадлежавший Георгу Берзиньшу. В 1929 году Сергей Антонов спроектировал интерьер «Альгамбры» в стиле ар-деко. Ресторан «Альгамбра» просуществовал до 1940 года. Его деревянное здание не сохранилось до наших дней; на его месте позднее расположилось предприятие «Ригас модес» (ул. Бривибас, 49/53).
Архитектором были построены:
- Здание ресторана «Лидо» в Юрмале (1930).
- Кинотеатр «Гайсма» на Таллинской (Ревельской) улице и кинотеатр «Ренессанс» на улице Нометню, 44 (1938).
- Экспозиционный павильон Латвии на Всемирной выставке в Брюсселе (1935). За эту работу рижскому зодчему был вручён бельгийский королевский орден Леопольда Второго и две золотых медали.
- Рядом с церковью Покрова Пресвятой Богородицы (1896—1897, архитектор Р. Пфлуг) на Покровском кладбище в 1936 году архитектором С. Н. Антоновым возведена усыпальница архиепископа Иоанна (Поммера).
- Проект здания крематория (1938, в соавторстве с О. Тилманисом)
- В 1939 году по проекту архитекторов Антонова и Альфреда Биргхана на улице Дзирнаву, 57 строят необычно высокое (48 м) здание издательства «ROTA».

В 1935 году, по поручению президента Карлиса Улманиса, Антонов разрабатывает проект здания Национальной городской управы, которое должно было располагаться в том месте, где сегодня находится Музей оккупации Латвии, рядом с «Домом Черноголовых». Целью строительства резиденции была идея расположить в одном здании многочисленные организации городского управления. Сооружение должно было быть выполнено в монументальных формах «державного» неоклассицизма, к которому тяготел Улманис.
Со стороны набережной Даугавы здание должно было достигать в высоту 12 этажей, со стороны Ратушной площади — семи. Когда проект сооружения уже был готов, Улманис посоветовал архитектору дополнить свой проект башней-доминантой — традиционным архитектурным компонентом ратуши крупного европейского города. Однако практическому воплощению этого грандиозного проекта помешала Вторая мировая война, хотя достоверно известно, что Антонов продолжал работать над эскизами восстановления Ратушной площади и строительства нового здания Управы, по крайней мере, до середины 1944 года. В его набросках явственно ощущается влияние классической палладианской традиции.

#### Последний проект архитектора
Для проектирования гостиницы «Рига» (бульвар Аспазияс, 22), начатого в первые послевоенные годы, были приглашены две группы авторов: под руководством Эрнеста Шталберга и под руководством Арвида Миезиса (1902—1950). Предпочтение было отдано проекту второй группы — асимметричная композиция, в плане напоминающая букву «Е». Антонов работал в этом коллективе, в который входили также архитектор Юрий Архипов и инженер А. Лисовский. Интерьеры создавали А. Айварс, В. Дамбран и А. Крастиньш. С 1950 года С. Н. Антонов стал руководителем этого проекта.

В проектировании гостиницы ярко выявились противоречия в архитектуре того времени. В первых вариантах при решении фасадов использовались формы классических ордеров. В окончательном варианте было решено декорировать всё сооружение с применением стилизованных элементов народной архитектуры. После окончания строительства в 1954 году художественный образ гостиницы «Рига» стал мишенью для критики со стороны приверженцев рациональной архитектуры.
При работе над гостиницей «Рига» многое делалось вопреки мнению руководителя проекта. В знак протеста С. Н. Антонов отказался от премии, которой был удостоен весь авторский коллектив. Переживания в этот период тяжело отразились на здоровье С. Н. Антонова, он перенёс инсульт и вскоре скончался.

## Заключение
В год смерти Сергея Николаевича Антонова состоялась памятная выставка, на которой было представлено более 600 произведений художника разных лет. В роли организатора выставки выступил А. Ф. Эглитис, в прошлом ученик Антонова по псковской художественно-промышленной школе, директор Государственного музея русского и латышского искусства (ныне Латвийский национальный художественный музей).
Художник-архитектор Сергей Николаевич Антонов — признанный мастер латвийской архитектуры середины XX века, художник, внёсший своими произведениями вклад в процесс архитектурного развития латвийской столицы. Его живописные произведения хранятся в музеях и частных собраниях Москвы, Таллина, Риги и других городов.
Архитектор Сергей Антонов жил в Риге на улице Альберта, 2 — в доме, построенном Михаилом Эйзенштейном.

## Театр, живопись, графика

Эскиз нереализованного проекта Ратушной площади. Вариант 1944 года

С 1925 по 1940 год Сергей Антонов работал художником-декоратором в Рижском русском театре. Им были созданы декорации к комедии Грибоедова — «Горе от ума», к пьесам: А. К. Толстого — «Царь Фёдор Иоаннович», Лопе де Веги — «Собака на сене», Е. Замятина — « Блоха», Р. Блауманиса — «Блудный сын» и другие. На протяжении более чем пяти лет Сергей Антонов этом театре занимал пост главного декоратора.
Антонова приглашали оформлять постановки и в другие театры. Как оформитель драматических представлений Антонов в 30-е годы XX века был так же моден и популярен, как художник Лудольф Либертс на сцене Рижского Оперного театра.
С. Н. Антонов работал над оформлением постановок в «Рабочем театре», «Странствующей опере», в «Национальном театре». В 1922 году он создал декорации к пьесе Д. Мережковского «Царевич Алексей», поставленной в «Tеатре Рейнгардта» в Берлине.
В занятиях живописью архитектор-художник оставался верным урбанистическому направлению в пейзаже: любимым видом Антонова был вид на Старую Ригу. Помимо объективного отражения городской реальности, мастер придумывал собственные сюжетные направления, дополнял панораму Старого города новыми образами и формами. Получалось красочно и органично — Антонов в совершенстве владел техникой рисунка. Художник не всегда подписывал свои работы, но это было и необязательно: работы Антонова рижские любители изобразительного искусства узнавали и без подписи.

## Преподавательская деятельность

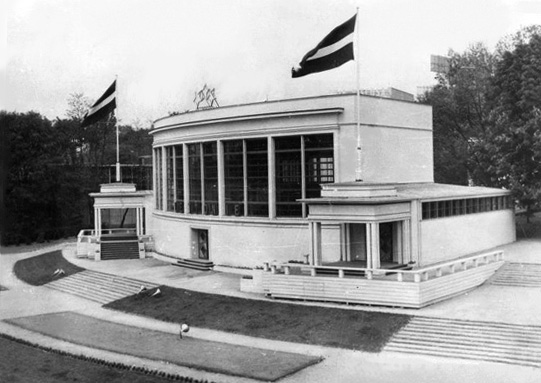
EXPO-1935, Брюссель. Павильон Латвии. Архитектор С. Н. Антонов.

Сергей Николаевич Антонов с 1921 года обучал будущих строителей, архитекторов и планировщиков в Латвийском университете. Он принимал деятельное участие в работе архитектурной мастерской, руководителем которой был именитый архитектор Эйжен Лаубе, построивший в Риге более 200 зданий.
Осенью 1944 года некоторые  сотрудники и студенты архитектурного факультета ЛУ выехали в Германию с отступающими гитлеровскими войсками. Когда университет восстановил свою работу, на архитектурном факультете было создано две мастерских. Одну возглавил Э. Шталберг, другую Сергей Антонов. Обоим были присвоены профессорские звания.